# Гильом де Божё
Гильо́м де Божё (фр. Guillaume de Beaujeu; умер 18 мая 1291) — великий магистр ордена тамплиеров с 1273 года.

## Биография
Гильом де Божё, как традиционно считается, происходил из Бургундии и был родственником Карла I Анжуйского. Сеньор Сет-Вана до своего вступления в орден тамплиеров.
Большинство историков считают его матерью Екатерину, дочь Гильома VIII, дофина Оверньского (ок. 1175—1240), владевшего землями в Божё. Если это верно, то его отец — Гишар де Божё, граф Монпансье. Также вероятно, что братьями Гильома были Эмбер де Божё, коннетабль Франции, и Эрик де Божё, маршал Франции.
Гильом начал свою карьеру в ордене в качестве коменданта замка Пилигрим, а в 1271 году стал магистром тамплиеров в провинции Апулия. В 1273 году он прибыл в Святую землю, где 13 мая был избран великим магистром. Находясь в пути, он отправил братьев Гуфье, Бертрана де Фокс и Гильома Понсона подготовить свой приезд.
Гильом прибыл в Левант в сентябре 1273 года. В это время Акра (Сен-Жан-де-Акр) оставалась последним оплотом христиан на востоке. В 1291 году султан Египта Халил аль-Ашраф начал осаду Акры, и Гильом де Божё взял на себя командование немногочисленными силами христиан, оборонявших крепость. Защищая город, он проявлял чудеса храбрости и самоотверженности. 17 мая 1291 года мамлюки смогли проломить стены Акры, а Гильом получил тяжелое ранение стрелой в грудь. Легенда гласит, что раненый магистр кричал бежавшим тамплиерам: «Смотрите — я не бегу, я умираю!» Гильома смогли вынести со стены в казармы, где он умер через несколько часов.